# Ceyhun Gülselam
Ceyhun Gülselam, né le 25 décembre 1987 à Munich, est un footballeur international turc évoluant au poste de milieu défensif.

## Biographie
Il commence le football au Bayern Munich où il reste pendant 8 ans avant de rejoindre l'équipe junior du SpVgg Unterhaching.
Sa première sélection en équipe de Turquie a lieu contre la Biélorussie, le 26 mars 2008.
Il signe au Trabzonspor un contrat de 3 années plus une en option le 12 mai 2008.
Le 11 juin 2011, il signe un contrat de 3 ans pour le club de Galatasaray sans indemnité de transfert.